# Бабиков, Юрий Васильевич
Ю́рий Васи́льевич Ба́биков (20 июня 1930, Камбарка, Камбарский район, Сарапульский округ, Уральская область, РСФСР, СССР) — советский деятель промышленности, изобретатель. Генеральный директор Завода полупроводниковых приборов г. Йошкар-Олы Марийской АССР (1967—1982). Почётный радист СССР. Лауреат Премии Совета Министров СССР (1980). Заслуженный изобретатель Марийской АССР (1965). Дважды кавалер ордена «Знак Почёта» (1966, 1971). Член КПСС с 1959 года.

## Биография
Родился 20 июня 1930 года в г. Камбарка ныне Удмуртии.
В 1953 году окончил Казанский химико-технологический институт.
В 1953 году прибыл на Йошкар-Олинский завод полупроводниковых приборов: инженер-конструктор, в 1967—1982 годах — генеральный директор, в 1983–1994 годах — референт директора. 
Является автором около 10 изобретений, в т. ч. автомата по измерению электрических параметров полупроводниковых элементов.
В 1959 году вступил в КПСС.
В 1965 году ему присвоено звание «Заслуженный изобретатель Марийской АССР». Является Почётным радистом СССР. Награждён орденами Трудового Красного Знамени, «Знак Почёта» (дважды) и медалями. В 1980 году присуждена Премия Совета Министров СССР.
В настоящее время проживает в г. Йошкар-Оле.

## Трудовые звания и награды
- Почётный радист СССР[4]
- Отличник социалистического соревнования РСФСР[4]
- Заслуженный изобретатель Марийской АССР (1965)[2]
- Орден Трудового Красного Знамени (1975)[2]
- Орден «Знак Почёта» (1966, 1971)[2]
- Медаль «За доблестный труд. В ознаменование 100-летия со дня рождения Владимира Ильича Ленина» (1970)
- Премия Совета Министров СССР (1980) — за разработку проекта и строительство автоматизированного производства керамических многослойных корпусов[2][4]
- Почётная грамота Президиума Верховного Совета Марийской АССР[4]